# Década de 1310
Séculos: (Século XIII - Século XIV - Século XV)
Décadas: 1260 1270 1280 1290 1300 - 1310 - 1320 1330 1340 1350 1360
Anos: 1310 - 1311 - 1312 - 1313 - 1314 - 1315 - 1316 - 1317 - 1318 - 1319